# Cicindela praetextata
Cicindela praetextata är en skalbaggsart som beskrevs av Leconte 1854. Cicindela praetextata ingår i släktet Cicindela och familjen jordlöpare.

## Underarter
Arten delas in i följande underarter:
- C. p. pallidofemora
- C. p. praetextata